# الحملة الإسلامية على الخزر (112 هـ-114 هـ)
الحملة الإسلامية على الخزر هي حملة عسكرية أرسلها الخليفة هشام بن عبد الملك إلى القوقاز بقيادة أخيه مسلمة بن عبد الملك لمواجهة الخزر في عام شوال، 112 هـ-ديسمبر، 730 م. وهي جزء من عدة حملات وغزوات شنها المسلمين خلال 112 هـ-730 م و113 هـ-731 م بعدما قُتِل الجراح بن عبد الله الحكمي وتوغل الخزر بجيوشهم لأراضي المسلمين في القوقاز وما وراء النهر وبلاد فارس حتى وصلوا للموصل، وكان من ضمن هذه الحملات حملة سعيد بن عمرو الحرشي في القوقاز وحملة الجنيد بن عبد الرحمن المري في بلاد ما وراء النهر، وهدفها الحد من خطر الخزر وحماية المسلمين واستعادة ما احتلوه من الديار الإسلامية وردعهم عن غزو الدولة الأموية والانتقام منهم لما فعلوه مع الجراح بن عبد الله الحكمي وجيشه.
عندما قُتِل والي جنوب القوقاز الجراح، أرسل الخليفة هِشام سعيد بن عمرو الحرشي سريعاً إلى جنوب القوقاز مع جيش فهزم الخزر وحرر نساء الجراح الحكمي وأولاده وبقية أسرى المسلمين وأهل الذمة من قبضة الخزر، وهزمهم في عدة معارك وانتقم للمسلمين، ولم يكتفِ هشام بن عبد الملك بالانتصارات التي حققها سعيد فقام بتولية أخيه مسلمة بن عبد الملك على جنوب القوقاز مرة أُخرى في شهر شوال، 112 هـ-ديسمبر، 730 م وأرسله مباشرة مع جيش كبير كان من قاداته بعض أمراء بني أمية مثل ابن عمه مروان بن محمد (الخليفة الأخير للدولة الأموية)، وأرسل معه أيضاً العباس ابن أخيه الخليفة الوليد بن عبد الملك وابنه سليمان بن هشام بن عبد الملك.
وصل مسلمة فأقام في بادئ الأمر في مدينة برذعة فترة ثم عبر النهر وبدأ حملته بغزو قلعة حيزان الواقعة بمدينة شروان فحاصر أهلها لمدة بسيطة ثم فتح الحصن وهدمه، وبعدها سار بجيشه باتجاه مدينة دربند (باب الأبواب) وفي طريقه انضم إلى جيشه ملوك جبال القوقاز المسلمين حتى وصل لدربند فلَم يُقاتل جيشها، وتوجه للحصون التي حولها فلم يجد بها جنود للخزر فتوجه لمدينة بلنجر [الإنجليزية] فلم يجد بها أي خزري فتقدم لمدينة سمندر [الإنجليزية]، خلال ذلك وصل خبر وجود مسلمة بالقوقاز إلى ملك الخزر فجمع جيش قوي شديد لكي يُفاجئ به المسلمين، ووصلت الأخبار لمسلمة فقام بحيلة استطاع بسببها المسلمين من الانسحاب لمكان يُقال له «باب واق» فخندق المسلمين خندقاً حولهم فلحقهم ملك الخزر بجيشه فجهز مَسلمة الجيش فبدأت المعركة وتمكن المسلمين منهم فأكثروا من قتل الخزر، وقام مسلمة بإعداد خطة لقتل الخاقان وهو في محمله بين حراسه فنجحت الخطة ولكن الملك هرب ثم اشتد القتال بين الفريقان حتى هُزِم الخزر وهربوا من ساحة القتال.
بعدها توجه مسلمة لدربند فحاصر قلعتها فطال الحصار حتى قام مسلمة بتخطيط خطة ذكية لجعل الخزر يهربون من المدينة وهي أنه قام بتلويث أنابيب تصريف مياه المدينة بدماء الحيوانات فلمّا حاولوا الاغتسال وشرب الماء وجدوه دماً فابتعد مسلمة بالجيش عن المدينة ففتح الخزر الأبواب وهربوا تاركين خلفهم متاعهم وأملاكهم فدخل مسلمة المدينة وأسسها من جديد وطهر أنابيب المياه من الدماء وقام بتوطين أربع وعشرين ألف جندي من أهل الشام فيها واستخلف عليها قائداً من قاداته وجعل ابن عمه مروان بن محمد قائداً على جيشه وعاد إلى الشام في محرم، 114 هـ-مارس، 732 م ليخبر أخيه هشام بنجاح الحملة فانتهت بذلك وبذات الشهر قام هشام بتولية مروان بن محمد على إمارة أرمينية وأذربيجان (جنوب القوقاز).

## الخلفية وما قبل الحملة
في عهد الخليفة هشام بن عبد الملك وصلت الدولة الأموية ذروة اتساعها إذ امتدت حدودها من أطراف الصين شرقاً حتى جنوب فرنسا غرباً، ومع هذا الاتساع زادت المخاطر على الدولة، وكان العدو الأكبر لحدودها الشمالية في القوقاز هُم الخزر فكانت إمارة أرمينية وأذربيجان الإسلامية (تشمل أرمينيا وجورجيا وأذربيجان وألبانيا القوقازية) هي أكثر إمارة عرضة لخطرهم لكونها المنطقة الحدودية بين دولة الخلافة والخزر.
بدأت المواجهات العسكرية فعلياً بين الأمويون والخزر في العقد الأخير من القرن الهجري الأول بفضل الأمير مسلمة بن عبد الملك الذي عُين على إمارة أرمينية وأذربيجان (جنوب القوقاز) لمدة ثلاث مرات خلال حياته وكان ذلك لأسباب عسكرية بسبب تهديد الخزر للإمارة. وكان السبب في بدء المواجهات العسكرية أن الخزر خططوا في بدايات عهد الوليد بن عبد الملك عام 88 هـ-707 م لغزو جنوب القوقاز وكان سُيعاونهم في ذلك ملوك جبال القوقاز الجنوبية فعزم على غزوهم قبلاً فأرسل جيشاً إلى أرمينية واستعمل قائداً عليه أخيه مَسلمة وأرسل معه ابنه العباس بن الوليد ولكن أمر الجيش وهو في طريقه للاتجاه إلى مدينة طوانة الرومية لغزوها ففعل الجيش وقام فتحها بعد تسعة شهور من الحصار، ثم انشغل مسلمة بغزو مدينة عمورية واستطاع فتحها ثم انشغل خلال عامي 89 هـ-90 هـ بغزو مدينتي نيقوميديا ومدينة هرقلة  وغيرها من الحصون في سورية من أرض الروم ففتح الحصون الخمسة التي فيها  مما جعل ذهابه للخزر يتأجل حتى عام 91 هـ-710 م الذي انشغل خلال صيفه بغزو بلاد الروم مع ابن أخيه عبد العزيز بن الوليد بن عبد الملك،  وخلال انشغاله قام الوليد بتولية عمه محمد بن مروان على إمارة أرمينية وأذربيجان ولكنه عزله عنها عندما تفرغ مسلمة بذات العام فولى مسلمة عليها فتوجه مسلمة بجيشه إلى جنوب القوقاز فعبر به أذربيجان حتى وصل لشمال القوقاز فهاجم مدينة دربند (تقع في روسيا اليوم) التي سماها العرب «باب الأبواب» فقام بضربها بالمجانيق وفتح عدة مدن وحصون خزرية ثم عاد إلى الشام.
وفي العام الذي يليه 92 هـ انشغل بغزو الروم مع ابن أخيه عمر بن الوليد بن عبد الملك ففتح ثلاثة حصون هن «ملامسة» و«برجمة» و«الحديد»، وفتح أيضاً طريدة بذات العام. وفي العام الذي يليه 93 هـ انشغل أيضاً بغزو الروم ففتح أماسه و«برحامه» و«الحصن الحديد» و«حصن غزالة». وفي عام 94 هـ انشغل مسلمة بإقامة الحج وبغزو مدينة سندرة الرومية وفتحها. خلال انشغال مسلمة بن عبد الملك لم يقُم أحدٌ غيره بغزو الخزر مرة أُخرى، ولكنه في العام التالي 95 هـ-714 م عاد لغزو الخزر ففتح مدينة صول ومدينتان غيرها، وغزا مجدداً مدينة دربند ففتحها وخربها ثم بناها بعد ذلك بتسع سنين. بعد ذلك انشغل مسلمة مرة أخرى عن الخزر وغزوهم، فأرسله أخيه الخليفة سليمان بن عبد الملك بصيف عام 96 هـ لغزو غزوة الصائفة بأرض الروم. والعام التالي 97 هـ انشغل بغزو الروم فغزا صيفه ففتح عدة حصون منها حصن الحديد وسردوسل وفتح برجمة، وغزا أرض الوضاحية فافتتح حصنها وأمضى شتاء تلك السنة بضواحي الروم يغزو. وفي عامي 98 هـ-99 هـ انشغل مسلمة بحصار القسطنطينية عاصمة الروم حتى خلافة عمر بن عبد العزيز فانشغل مسلمة بصحبة عمر حتى توفي ولم يغزو، وفي عهد أخيه يزيد بن عبد الملك انشغل بإنهاء فتنة يزيد بن المهلب بالعراق، وأيضاً انشغل بالقضاء على الخوارج مثل شوذب الخارجي وأصحابه. وبعدما أخذ الخلافة أخيه هشام بن عبد الملك عاد مسلمة للغزو الخارجي كما كان في عهد أخويه الوليد وسُليمان إذ قام هشام سنة 107 هـ-725 م بعزل الجراح بن عبد الله الحكمي عن إمارة أرمينية وأذربيجان وولى بدلاً عنه أخيه مسلمة فتوجه مسلمة إليها فما كان منه إلا أن جعل الحارث بن عمرو الطائي نائباً عنه عليها وتركها، فاتجه مسلمة لأراضي الروم البيزنطيون في صيف تلك السنة لغزو الصائفة مع ابن أخيه معاوية بن هشام (والد عبد الرحمن الداخل) حيثُ غزا معاوية الصائفة بحرياً حتى عبر قبرص بينما غزا مسلمة برياً على رأس جيش آخر، وكان مع مسلمة ابن أخيه سعيد بن هشام بن عبد الملك الذي كان قائداً على جنود الشام. وبشتاء ذات العام قاد مسلمة حملة على بلاد الروم فسار من مدينة ملطية الرومية حتى أقام على مدينة قيسارية فغزاها وفتحها في يوم الأحد 4 رمضان 107 هـ-13 يناير 726 م، وفي سنة 108 هـ غزا الصائفة في الجبهة اليُمنى بينما كان عاصم بن يزيد بن عبد الملك على الجبهة اليسرى، وكان معاوية بن هشام بن عبد الملك وعبد الله البطال على المقدمة فافتتح خنجرة.
خلال انشغال مسلمة بغزو بلاد الروم غزا الخزر إمارة أرمينية وأذربيجان عام 109 هـ حتى توغلوا في أذربيجان فتوجه مسلمة لقتالهم ففرق جيشه في أذربيجان وأرمينية وغزاهم في بلادهم وأمضى الشتاء هناك وانتصر عليهم وغنم غنائمهم وسبى بعضهم، وفي العام التالي 110 هـ أكمل غزوه في ديارهم حتى قاتل ملكهم في فصل الشتاء بغزوة تسمى «غزوة الطين» لأنّ الجيش الأموي سار في حربهم بمواضع وأماكن غرق كثير من حيواناتهم فيها بسبب الوحل، وطالت هذه الغزوة أكثر من شهر وانتهت بانتصار مسلمة على الخزر وخلال المعركة قاسا المسلمين شدائد وأهوال صعبة، ولم تستطع هذه الحملة ردع الخزر الذين عادوا في العام التالي لغزو جنوب القوقاز، في عام 111 هـ قام هشام بعزل مسلمة عن القوقاز وأعاد الجراح الحكمي مرة ثانية. بعد رحيل مسلمة تدهور الوضع بسرعة فتواجه الجراح معهم بعدة معارك واستطاعوا هزمه وقتله وإبادة جيشه قرب أردبيل في عام 112 هـ، وأسروا آلاف العوائل المسلمة ومعهم أولاد ونساء الجراح، وكان على رأس الجيش الخزري الذي هزم الجراح ابن ملك الخزر نارستيك. بعدها تجرأ الخزر أكثر على أراضي المسلمين وتفاقم خطرهم وانفجع المسلمين بسبب ما حدث مع الجراح وجيشه حتى وصل الخزر إلى الموصل، بسبب ذلك بعث الخليفة هشام القائد سعيد بن عمرو الحرشي مع جيش إلى القوقاز فاستطاع هزيمتهم واسترداد بعض المدن وحماية المدن المعرضة للخطر وحرر أسرى المسلمين من أيديهم خلال فترة بسيطة، ولم يكتفِ هشام بذلك فولى أخيه مسلمة بن عبد الملك على جنوب القوقاز مرة أُخرى في شهر شوال، 112 هـ-ديسمبر، 730 م وأرسله مباشرة مع جيش كبير لتسوية الأوضاع مع الخزر في القوقاز.

## الحملة

### مسير مسلمة بن عبد الملك ووصوله للقوقاز
في أواخر سنة 112 هـ-730 م خاض سعيد بن عمرو الحرشي معركة مع الخرز الذين كان يرأسهم الأمير نارستيك فتمكن المسلمين من قتلهم وهزيمتهم ولم ينجو منهم إلا مَن هرب، فأرسل رسالة لهشام يخبره بنجاح حملته وأنه هزم الخزر بعدة معارك، وبعدها لحق سعيد الجنود الهاربين مع نارستيك حتى وصل لشروان فأقام سعيد بجيشه فيه ينتظر رسالة هشام وأوامره له فأتته رسالة هشام يخبره فيها أنه ولى مسلمة بن عبد الملك على أرمينية وأذربيجان، ومحواها: «أما بعد فإذا ورد عليك مسلمة بن عبد الملك فسلم عليه وسلم إليه العمل وأقدم على أمير المؤمنين ليُكافئك على فعلك الجميل.»، عندما قرأها الحرشي قال: «سمعاً وطاعة لأمير المؤمنين وللأمير مسلمة.»، وأقام في مكانه لا يُحارب أحداً، وقبل معركته الأخيرة مع الخزر عندما استعد لقتالهم أرسل إليه مسلمة رسالة يخبره فيها أن هشام ولاه ويأمره ألا يُحارب الخزر حتى يصل إليه ولكن الرسالة وصلت متأخرة بعد نهاية المعركة.
وفي شهر شوال، 112 هـ خرج مسلمة بجيشه من الشام حتى وصل للقوقاز فنزل في مدينة برذعة، وأرسل لسعيد يطلب منه القدوم من شروان، فقال له عندما وصل: «يا سعيد! ألم يأتكَ كتابي أمرتكَ فيه أن لا تتعرض لحرب الخزر حتى أقدم عليك! فلِمَ هونت بنفسك وخاطرت بمن معك من المسلمين ؟»، فتعذر سعيد بأنَّ رسالته لم تصل إلا بعد أن هزم الخزر، وقال له: «أصلح الله الأمير! إنه لم يرد علي كتابك إلا بعد ما هزم الله الخزر وأمكن منهم، ولو ورد عليّ كتابك قبل ذلك لما تعديت أمرك»، فكذبه مسلمة وغضب منه فقام بسبه وسجنه، ثم ترك مسلمة برذعة وارتحل بجيشه خلف الخزر الهاربين وكان ذلك بفصل الشتاء وذكر أبو جعفر الطبري بأن ذلك حدث بظروف بالغة الصعوبة إذ واجه البرد الشديد والأمطار والثلوج.
ظل الحرشي في سجن برذعة حتى عَلِم الخليفة هشام بالأمر فغضب على أخيه مسلمة غضباً شديداً  وكتب إليه يلومه بما فعله مع سعيد ويأمره بالتوبة وذكره بالله وأمره أن يطلب عفو الله، وكان مسلمة حينها عبر نهر الكر واقترب من مدينة شروان الواقعة قرب دربند، وعندما قرأ الرسالة ندم على ما فعله، وأرسل إلى رجاله ببرذعة يأمرهم بتحرير سعيد وإكرامه فأخرجوه من السجن وانطلقوا به إلى الحمام فنظفوه وألبسوه ملابس أهداها إليه هشام وأكرموه، وجاءت رسالة هشام إليه يعتذر إليه بما فعل به مَسلمة، وتنصل إليه ووعده بأن يكافئه هو وعشيرته بأكملها، ثم أرسله رجال مسلمة إلى الشام فأحسن إليه هشام وأكرمه كما وعده. بعدما تعامل مسلمة مع سعيد وعوضه عما فعله تقدم يتبع آثر جيش الخزر حتى وصل لدربند فاستخلف عليها أميراً.

### فتح حيزان
بعد ذلك تقدم حتى وصل قلعة حيزان الواقعة في مدينة شروان وكان ذلك في عام 113 هـ، وكان يسكن القلعة ألف جندي خزري معهم نسائهم وأطفالهم، فدعا مسلمة الألف جندي للاستسلام وطاعة المسلمين فرفضوا فاضطر لمحاربتهم فترة طويلة حتى لم يستطع أن يقدر عليهم ففرض عليهم الحصار حتى لم يعد لديهم طعام وأصابت أهل حيزان مجاعة بسبب ذلك، فأرسلوا لمسلمة يطلبون منه الصلح مقابل أن يعطيهم الأمان وأن لا يقتل منهم أحد فأقسم لهم مسلمة أنه لن يقتل لا رجلاً أو كلباً منهم، رضي جنود الخزر بذلك ونزلوا من قلعتهم وكانوا ألف رجل خزري ممن قاتل المسلمين، فلَم يفي مسلمة بما قاله لهم فلمّا استسلموا قتل 999 من أولئك الجنود وترك جندي واحد منهم وقتل كل كلب للخزر كان في القلعة ما عدا كلب واحد، وقد برر الإمام والمؤرخ الذهبي ما فعله مسلمة بقوله: «ورأى أن هذا سائغاً له، وأن الحرب خدعة.» 
ثم أمر مسلمة بهدم حصنهم فهُدِم حتى تم تسويته بالأرض، ثم أمر بإحضار نساء الجنود وأولادهم بعدما هُدِم الحصن فأمر بتسكينهم في مدينة حيزان، واتخذ مسلمة لنفسه بحيزان ضياعاً وسُميت هذه الضياع فيما بعد بحوز حيزان.

### انضمام ملوك الجبال له وبعض أحداث الحملة
ثم بعد فتح حيزان سار مسلمة بجيشه باتجاه دربند فكان لا يدخل بلداً أو يمر بها إلا وقد تسالم معه أهلها وخرج إليه ملكها بخيله ورجله إكراماً له، وسار إلى أرض سوران فسأله ملكها الصلح فصالحه، وصالح أهل مسقط وأهل الكر، وخلال مسيره هذا صالحه ملوك جبال القوقاز وانضموا إليه في حملته، واجتمعوا إليه بأجمعهم وأدوا إليه الخراج وساروا معه، وكان من ضمن أولئك الملوك حسب البلاذري شروانشاه وليرانشاه وطبرسرانشاه وفيلانشاه وخرشانشاه وملك مسقط، وذكر الطبري وغيره من المؤرخين أنَّ مسلمة فرق الجيوش في بلاد الخزر وفُتِحت على يديه مدائن وحصون وقتل وأسر وسبي كثير من الخزر، وحرق كثير من الخزر أنفسهم بالنار داخل مدنهم وحصونهم عندما هُزِموا. وذكر ابن كثير أن مسلمة بعام 113 هـ توغل في بلاد الخزر فقتل منهم الكثير، حتى قَتَل نارستيك ابن ملك الخزر وفتح بلاداً كثيرة، واستسلمت ودانت له الممالك القريبة من بلنجر [الإنجليزية].
ومن جملة ما حدث عام 113 هـ أن مسلمة سار مع ملوك الجبال الذين انضموا له حتى وصل لمدينة دربند (باب الأبواب عند العرب) فلمّا وصلها وجد في قلعتها الكبرى ألف رجل خزري من أشراف وأسياد الخزر كان الخاقان قد جهزهم هناك تحسباً لأي غزو للمدينة، فلم يتعرض لهم مسلمة بشيء وأكمل مسيره وتجاوز دربند حتى وصل للحصون التي حولها فلم يجد أحداً من الخزر، ثم توجه إلى بلنجر [الإنجليزية] فلَم يجد بها أي جنود للخزر، ثم توجه إلى وبندر ثم إلى مدينة سمندر [الإنجليزية] فلَم يجد فيهما أحد فسار مسلمة من سمندر لملاقاة ملك الخزر.
خلال ذلك وصلت الأخبار إلى ملك الخزر بأن مسلمة قدم إلى القوقاز لغزوهم فبدأ يجمع الناس والجنود للقاء مسلمة فاستطاع جمع جيش كبير العدد عظيم العدة وسار ملك الخزر بجيوشه، وذكر ابن الأثير أن من أسباب سير ملك الخزر لمسلمة أن ابنه قد قُتِل، فلمّا علم مسلمة بأمرهم وبضخامة جيش الخزر القادم إليه وأنهم قادمين إليه بدون أن يتجهز قرر خداع الخزر فأمر رجاله بإشعال النيران في المُعسكر حتى يظن الخزر أنهم متواجدين وفي الليل بعد صلاة العشاء ارتحل مسلمة بجيشه من معسكرهم سراً وتركوا خيامهم في مكانها حتى لا ينتبه الخزر لهم، وعلق المؤرخ ابن أعثم على جيش الخزر قائلاً: «وإذا الأمم قد سارت إلى مسلمة مع جميع أصناف الكفار فيما لا يطيقهم مسلمة ولا جيشه ولا يحصي عددهم إلا الذي خلقهم.» 
بعد أن رحل جيش مسلمة سراً سار بهم مسلمة، وقام بجعل ضعفاء الجيش إلى جانبه في المقدمة وجعل الشجعان والأقوياء من جيشه في آخر الجيش حتى إذا ما لحقهم الخزر وهاجموهم مباشرة يكون أول من يُقاتلهم أقوى جنوده، وأسرع بجيشه وقلل من مرات توقفهم للراحة، حتى وصل لدربند ثم تقدم حتى نزل ما بين الرمل في مكان يُقال له «باب واق» فعسكر هناك.

### معركة باب واق مع ملك الخزر
عندما وصل مسلمة بجيشه إلى باب واق عسكر هُناك وحفر خندقاً حول معسكره وحصن نفسه وجنوده بذلك الخندق والنباتات الشائكة، ولحقته جيوش الخزر بأعداد كبيرة على رأسهم الخاقان.
عندها جمع مسلمة حوله ملوك الجبال الذين انضموا له، فقال لهم: «ما الرأي في هذا العدو ؟»، فقالوا له: «أيها الأمير! أمدنا بقناديل النشاب وقدمنا أمام عسكرك وذرنا وإياهم، فإن قتلنا فإلى الله والجنة، وإن فتحنا فتحاً فذلك الذي نريد.»، فقال مسلمة بن عبد الملك: «أما إنكم قد نصحتم في المشورة فجزيتم عن الإسلام خيراً.» 
ثم قام مسلمة وجهز جنوده ميمنة وميسرة وقلباً وجناحاً، وجعل ملوك الجبال على مقدمة الجيش إلى جانبه وجعلهم يحملون قناديل النشاب، ثم أمر بلوائه فنُصِب أمامه فنظر ملك الخزر إلى ذلك اللواء فذهب إلى أشراف وأسياد جيشه وحاشيته فقال لهم: «اعلموا أن هذا اللواء ما نُشِر منذ عقد إلا في هذا اليوم فتقدموا نحوه، فإن قدرتم على أن تأخذوه وتكسروه فقد ظفرتم، فأخرجوا الآن وانظروا لا ينصرفن أحدٌ منكم إلا وقد أثر فيه أثراً محموداً!»، فخرج أمير من أمرائهم على رأس كتيبة كبيرة باتجاه المسلمين لكسر لواء المسلمين.
وفي ذات اللحظة خرج مروان بن محمد ابن عم مسلمة على المسلمين وعليه قَبَاء أصفر اللون مشدود بِريطة، فخطب بالجنود قائلاً:«أيها المسلمون! فداكم أبي وأمي! إني أسألكم صبر ساعة، وضرباً بالرؤوس على القرابيس، وقلة الكلام فإن كثرته فشلٌ، ولا يضربن أحد منكم بسيفه إلا الوجه واليد.»، فوافقه المسلمين. ثم تقدم مروان بن محمد بن مروان بن الحكم وتقدم الجنود الأمويون معه نحو كتائب الجيش الخزري، والتحم الجيشان وبدأ القتال، فثارت خلال المعركة موجة غبار شديدة فلَم يرى أحد مروان بن محمد، عندها تقدم الأمير سليمان بن الخليفة هشام ابن أخ مسلمة إلى عمه مسلمة فقال له: «أيها الأمير! قُتِل والله مروان»، فقال مسلمة: «كلا ما قُتِل فاسكت»، ثم هدأت موجة الغبار فنظر مسلمة إلى مروان بن محمد وأصحابه فوجد ابن عمه مروان بجانب الخزر يُقاتلهم وقد قَتَل منهم جماعة كبيرة حتى اضطر لمسح سيفه الملطخ بالفرس التي يمتطيها بسبب امتلائه بدماء الخزر. فغضب ملك الخزر مما حدث، ثم أقبل على قادات جيشه فقال لهم يوبخهم: «أنا واقف من ورائكم أنظر إلى أفعالكم، فلا تستحيون أن يفضحكم رجل واحد ؟!»، ثم جمع كتيبة أُخرى أكثر عدداً وعدة، فقال مروان بن محمد عندما رآهم: «أنا أفدي هذه الوجوه!»، ثم خطب بالمسلمين قائلاً:«اعلموا أنه قد أتتكم مفاتيح الجنة ولكم ما وعدكم الله من جزيل ثوابه أنه من قُتِل منكم قد فاز بالثواب العظيم والجنة التي لا عدد لها وربكم لا يخلف الميعاد.» 
ثم هاجم مروان ومَن معه كتائب الخزر فقَتَل منهم أكثر مما قتل في المرة الأولى، وجرح الكثير منهم أيضاً، وجعل ملك الخزر يُرسل كتائب تلو الأخرى فيقوم مروان بن محمد بالتعرض لهم مع أصحابه فيقتلهم ويهزمهم حتى قُتِل من الخزر عدد لا يُحصى، ثم رجع مروان بن محمد لمعسكر المسلمين. وعندما عاد أمر مسلمة بن عبد الملك بتجهيز الطعام وإحضاره فجلس مسلمة مع أبناء أعمامه وأقاربه من بني أمية وأشراف الجيش الأموي وبدأوا يأكلون أمام الخزر بكل استهانة، وفي الجهة الأُخرى كان ملك الخزر واقف على فرسه مُغتاظاً ينظر إلى مسلمة وهو يأكل ولا يدري ما يفعل من غضبه، ثم نادى قادات جيشه وقال لهم: «لأقتلن نفسي اليوم شر قتلة! ويلكم يا معشر الخزر! أنتم عشرة أضعافهم، لاهيٍ عنكم يأكل ويشرب لا يبالي بكم ولا يحفل..»، فقال له أحدهم: «أيها الملك! لا تغضب فإنه إذا كان غداً أرضيناك وأتيناك بصاحبهم أسيراً فتصنع به ما أحببت.» 
في صباح اليوم التالي جهز ملك الخزر جنوده كما كانوا في اليوم السابق ثم اختار الشجعان من جيشه فجعلهم على مقدمة الجيش ووسطه وأوصاهم أن يشتدوا في قتال المسلمين، فعندما علم مسلمة بذلك قال: «ويلي على العلج الأقلف بعد الخزر فيجعلهم بين يديه والله لأعدن لهم خزر الغرب.»، ثم بدأ مسلمة بتجهيز جيشه فجعل ابن عمه مروان بن محمد قائداً على يمين الجيش، وجعل ابن أخيه سليمان بن هشام على يسار الجيش، وجعل على وسط الجيش ابن أخيه العباس بن الوليد بن عبد الملك، وعلى جناح الجيش الهذيل بن زفر بن الحارث الكلابي أخ الرباب بنت زفر بن الحارث الكلابية زوجة مسلمة بن عبد الملك.
بدأت المعركة واقترب الجيش من بعضهما والتحموا واشتبك القتال، ووفقاً لرواية أحمد بن أعثم فقد كان الجندي المسلم يهجم على الجندي الخزري فيطعنه برمحه ثم يجر الرمح فينثني عليه فيضربه بسيفه حتى يقتله، واستمر الوضع هكذا حتى مر الوقت، وأتى إلى مسلمة رجل خزري يُريد دخول الإسلام، فقال لمسلمة: «هل لك في خاقان ملك الخزر ؟»، فسأله مسلمة عن مكان الملك، فقال الرجل: «في العجلة التي قبالتك التي عليها الديباج.»، فنادى مسلمة مروان بن محمد فأتاه، فقال مسلمة: «أبا عبد الله! ألا ترى العجلة التي عليها الديباج ؟»، فرد مروان: «بلى قد رأيتها»، فقال مسلمة: «فإنها عجلة خاقان وهو قاعد فيها.»، فقال مروان: «فأنا له»، يقصد أنه سيقتله، فقال مسلمة: «وأنا معك أبا عبد الله! فوالله لئن نحن قدرنا عليه في هذا اليوم فلقد ذهبنا بذكرها آخر الأبد!»، فتقدم عندها سليمان بن هشام إلى عمه مسلمة وقال له: «أيها الأمير! اسمع كلامي ولا تعجل»، فقال مسلمة: «هاتِ ما عندك»، فقال سُليمان: «خاقان لم يقعد في العجلة إلا وقد عبى أصحابه وأبطال الخزر عن يمينه وشماله ومن ورائه، ولست آمن إن خرجت أنت ومروان أن يأمر الطراخنة فيحدق بكما، فلا يتهيأ لكما الرجوع إلى عسكركما إلا بعد ذهاب الأنفس، ولكن الرأي عندي أن تنتخب رجلاً من أبطال عسكرك يكون قد عرفته بالبأس والشدة، فتضم إليه نفراً من أبطال عسكرك، ثم تأمره بالإقدام إلى خاقان.» 
وافق مسلمة سليمان برأيه فدعا رجل من جنوده يُدعى ثبيت النهراني - وهو أحد أبطال المسلمين -، فقال له مسلمة: «يا ثبيت! إني قد اخترتك من بين فرسان أصحابي لهذا الأمر الذي قد ندبتك له، فإن وجدتك على ما ظننت بك في البأس والاقدام وبلغت من الأمر ما أريد بلغت في عطائك، وأجزتك بعشرة آلاف درهم، وعرضتك لنوال أمير المؤمنين، ونوهت باسمك، وإن أنت كععت وقصرت فَ لله عليَّ عهد لأصلبنك على شجرة أقدر عليها.»، فقال له ثبيت: «أصلح الله الأمير! مرني بما أحببت.»، فقال مسلمة: «اضمم إليك ألف رجل ممن تعرفهم وتثق بهم في البأس والشجاعة، ثم احمل بهم على عسكر خاقان، فلا ترجع أو تهزمه أو تأخذه أسيراً إن قدرت على ذلك.»، فرد ثبيت: «أصلح الله الأمير! أما أخذه فلا أدري أقدر عليه أم لا! ولكن للأمير أيده الله عليّ أن لا أرجع أو أهزمه وأهزم أصحابه إن شاء الله ولا قوة إلا بالله العلي العظيم.»، ثم اختار ثبيت النهراني ألف رجل من فرسان أهل الشام، ثم أخذ عليهم عهداً وأوصاهم بوصية، وهي أن قال لهم: «انظروا لا تقاتلون لمسلمة ولا لأمير المؤمنين هِشام، ولكن قاتلوا عن دين الله وجاهدوا في سبيل الله.»، فقالوا: «كفيت يرحمك الله! فاحمل حتى نحمل معك فترى ما تحب إن شاء الله ولا قوة إلا بالله العلي العظيم.» 
فتقدم ثبيت النهراني في هؤلاء الألف نحو ملك الخزر، وملك الخزر بذاك الوقت جالس في عجلة فخمة له يقال لها «الجدادة» وقد فُرِشت له بأنواع الفرش وعُلِيت بقية من ديباج وعلى رأس القبة رمانة من ذهب، توجه ثبيت النهراني إلى العجلة فضرب القبة بسيفه ضربة خرقت الديباج ووصل السيف إلى ملك الخزر فلَم يُصاب بشيء وفزع الملك من ضربة السيف فقام مسرعاً وخرج من العجلة وركب مباشرة بغلاً كان موجوداً بجانب العجلة فاستوى عليه وهرب به بعيداً، وبذات اللحظة هجم المسلمين على الخزر هجمة رجل واحد فهُزِم الخزر بسرعة وتفرقوا وهربوا إلى بلادهم، وانتصر المسلمين فجمع مسلمة بن عبد الملك غنائم الخزر فقسمها بين المسلمين بعد أن أخرج منها الخُمس، وأنشأ ثبيت النهراني يقول أبياتاً مطلعها:

### فتح دربند
بعدما هزم خاقان الخزر وجيشه نادى مسلمة جنوده للتوجه إلى مدينة دربند أو باب الأبواب في التاريخ العربي، فسار بجيشه إليها وفي قلعتها الكبرى آنذاك ألف عائلة من الأتراك الخزر، ففرض عليها الحصار فترة طويلة، وأقام عليها المجانيق ورمى أسوارها بالحجارة فلَم ينجح بفتحها، فقام برميها بحديد اتخذه على هيئة الحجارة فلم ينجح بفتحها، وبعد ذلك لَم يعد له حيلة بفتحها وكاد أن ينصرف ويتركها فأتاه رجل خزري قال له: «أصلح الله الأمير! إن دفعت إليك هذه القلعة بمؤنة يسيرة هل ترد مالي وأهلي وولدي ؟»، فقال مسلمة: «نعم، لك ذلك»، فقال الرجل: «فادفع إليَّ الساعة مائة رأس من البقر والغنم حتى أدفع إليك هذه القلعة.»
فأمر مسلمة بإحضار مئة حيوان من البقر والغنم للرجل، فذهب الرجل إلى عين حفرها الملك الساساني أنو شروان بن قباذ في القرن السادس الميلادي وجعلها تصب الماء في قلعة دربند، وعندما وصل الرجل للعين أمر رجال مسلمة بأن يحفروا بموضع معين حتى وصلوا للماء، فقال لهم: «قدموا الآن هذه البقر والغنم فانحروها في هذه العين»، ففعل الرجال ونحروا الحيوانات فجرت الدماء في العين ومن العين يجري مع الماء إلى صهاريج القلعة، وأمر مسلمة برمي بقايا الطعام الموجود في الحيوانات الميتة في الصهاريج وأيضاً أمر برمي فيها الحلتيت، وعندما تأكد الرجل من أن الدماء كلها قد أصبحت في الصهاريج أمر بقطع الماء فقُطِع عن الصهاريج، وأجرى آبار العين إلى الوادي.
في صباح اليوم التالي استيقظ الخزر وقد امتلأت صهاريج مياههم دماً، ولم يمر إلا ليلة حتى أُصيبت الصهاريج بالنتن وفسدت، ثم امتلئ بعدها الدود، فعطش الخزر عطشاً شديداً، فجاء ذلك الرجل إلى مسلمة، فقال: «أيها الأمير! قد هلك القوم عطشاً فتنح عن باب القلعة وعن طريقهم حتى يهربوا وتصير القلعة في يدك»، فأمر مسلمة أصحابه فتنحوا عن باب القلعة، فلمّا حل الليل فتح الخزر الباب وخرجوا هاربين، وصارت دربند في أيدي المسلمين.
بعدها دخل مسلمة للقلعة ففحصها وفحص حصانتها، ثم أمر بتنظيف الصهاريج من بقايا الطعام والدماء فنُظِفت، ثم أجرى فيها الماء كما كان، ورمم المدينة، وبناها من جديد، وقام بتوطين أربع وعشرين ألف جندي من أهل الشام، وأمر مسلمة بتقسيم مدينة دربند أو باب الأبواب لأربعة أرباع، ربعاً لأهل دمشق، وربعاً لأهل حمص، وربعاً لأهل فلسطين، وربعاً لسائر أهل الشام والجزيرة، ثم دعا مسلمة برجل من أصحابه يُقال له فرنر بن سويد الثعلبي فولاه على المدينة وأمره أن يجعل أبرجة المدينة إهراء للحنطة والشعير والسلاح، وأن يقيم شرف المدينة ويغلق عليها أبواباً من الحديد، ثم جعل مسلمة رتبة المدينة مائة دينار وعشرة دنانير في كل سنة إضافة إلى القمح والزيت والرزق شهراً بشهر.
ثم نادى ابن عمه مروان بن محمد فاستخلفه على جميع المسلمين الموجودين في مدينة دربند، وتجهز للانصراف إلى الشام لأخيه هشام بن عبد الملك لكي يخبره بما حققه ونجاح حملته، فوصل إلى الشام في شهر محرم، 114 هـ-مارس، 732 م.

## ما بعد الحملة
عندما ذهب مسلمة للشام في شهر محرم، 114 هـ-مارس، 732 م أخبر هشام بالانتصار وأنه قد استخلف مروان بن محمد على المسلمين هناك، فقام بعزل مسلمة عن أرمينية وأذربيجان وولى مكانه ابن عمه مروان بن محمد، وحسب رواية ابن الأثير فإن مروان رجع إلى الشام عندما عاد مسلمة ولم يشعر هشام إلا وقد دخل عليه مروان، فسأله عن سبب قدومه فقال له: «ضقتُ ذرعاً بما أذكره، ولم أرى من يحمله غيري!»، فسأله هشام عن ماهيته، فقال: «قد كان من دخول الخزر إلى بلاد الإسلام وقتل الجراح وغيره من المسلمين ما دخل به الوهن على المسلمين، ثم رأى أمير المؤمنين أن يوجِّه أخاه مسلمة بن عبد الملك إليهم، فوالله ما وطئ من بلادهم إلّا أدناها، ثم إنّه لمَّا رأى كثرة جمعه أعجبه ذلك، فكتب إلى الخزر يؤذنهم بالحرب، وأقام بعد ذلك ثلاثة أشهرٍ، فاستعدَّ القوم وحشدوا، فلمَّا دخل بلدهم لم يكن له فيهم نكايةٌ، وكان قُصاراه السَّلامة، وقد أردتُ أن تأذن لي في غزوةٍ أُذهِبُ بها عنَّا العار، وأنتقِمُ مِن العدوِّ.»، فقال هشام: «قد أذِنتُ لك»، فقال مروان: «وتُمدُّني بمائةٍ وعشرين ألف مُقاتلٍ ؟»، فقال هشام: «قد فعلتُ»، فقال مروان: «وتكتمُ هذا الأمر عن كُلِّ واحدٍ ؟»، فرد هشام: «قد فعلتُ، وقد استعملتُكَ على إرمينية.»، فودعه مروان وسار إلى جنوب القوقاز والياً عليه، وأرسل إليه هشام الجنود فيما بعد. وذكر أحمد بن أعثم أنه بعد أن عَلِم الخزر بانصراف مسلمة لبلاد الشام رجعوا إلى بلدانهم التي أخذت منهم فأخذوها وسكنوها، فبلغ ذلك مروان بن محمد فجمع الجيوش وانطلق في حملة جديدة لتأديبهم.
وكانت هذه الحملة آخر نشاط عسكري شارك به مسلمة بن عبد الملك بعد حوالي ثلاثين سنة أمضاها بمحاربة الروم البيزنطيون والأتراك الخزر وإخماد الفتن الداخلية بشكل سنوي خلال عهد عبد الملك بن مروان والوليد بن عبد الملك وسليمان بن عبد الملك وعمر بن عبد العزيز ويزيد بن عبد الملك وهشام بن عبد الملك منذ عام 86 هـ حتى عام 114 هـ، وزعم خليفة بن خياط أن مسلمة عاد للغزو في عام 121 هـ (وهو العام الذي توفي به مسلمة) إذ قال أنه غزا الصائفة في بلاد الروم وأن أخيه الخليفة هشام سار معه يُشيعه حتى وصل لملطية، ولكنَّ بقية المؤرخين ذكروا أن من غزاها وسار معه هشام هو ابنه مَسلمة بن هشام بن عبد الملك.
وفي ولاية مروان على جنوب القوقاز حقق المسلمون أهم إنجازاتهم في حروبهم مع الخزر، وقد بدأ جيشه بأربعين ألف مقاتل واقتحم به أراضي دولة الخزر عبر مضيقي دربند وداريل واستولى على دربنت، وبعدها أصبحه جيشه 150 ألف وقيل 120، وقرر التقدم حتى مدينة اتيل عاصمة الخزر. واستولى الجيش الأموي على مدينة سمندر، وباستيلائه على تلك المدينة أخذ الجزية من الخزر ومعهم أيضاً الداغستانيون. وفي عام 737- 738 تقدم الجيش المكون من 150 ألف جندي حتى العاصمة اتيل، وبعد ذلك هاجم سمندر ثاني أكبر مدينة للخزر في دغستان من منطقة غزاه عن طريق نهركورا. وفيما بعد هجم الأمويون على الخزر بطريقة مفاجئة، ولم يستطع الخزر مواجهة مراون، وسار جيش مروان كله باتجاه اتيل واستولى على القسم الجنوبي منها والمسمى البيضاء. ثم تابع مطاردة خاقان الخزر الذي هرب في عمق دولته، وأرسل له جيش مكون من 40 ألف جندي، وواصل الجيش الأموي مطاردته ووصل الجيش الأموي أثناء المطاردة إلى النهر السلافي حيث تم تحطيم الجيش الخزري بالكامل وطلب الخاقان السلام وفي مقابل الاحتفاظ بعرشه وعد الخاقان باعتناق الإسلام، وقد قُتل في تلك الحرب من الخزر 100 ألف، وأسر منهم سبعة ألاف، واستقر مروان بعد ذلك في منطقة شبران وصامور في جنوب دربنت.
ثم اشتعلت فتن داخلية في دولة الخلافة ابتدأت مع موت هشام بن عبد الملك وتولي الخليفة الوليد بن يزيد الحكم وانتهت بمصرع مروان بن محمد آخر خليفة أموي وانتهاء الخلافة الأموية عام 132 هـ. وبعد حروب مروان شهدت الحروب بين المسلمين والخزر هدوءً في المجمل وكانت مجرد هجمات بسيطة فقط.